# Кайнозой
Кайнозо́й, или кайнозо́йская эра, KZ (от др.-греч. καινός — «новый» + ζωή «жизнь») — текущая эра геологической истории Земли. Началась 66,0 миллионов лет назад (эта граница проведена по массовому вымиранию видов в конце мелового периода) и продолжается до сих пор. Название предложено английским геологом Джоном Филлипсом в 1841 году.
Эра характеризуется доминированием млекопитающих и птиц, занявших многочисленные экологические ниши, оставленные вымершими рептилиями. Среди растений на суше преобладают цветковые. В океанах основной группой рыб становятся лучепёрые.

## Геологические периоды
Кайнозойская эра делится на три периода:
1. палеоген
2. неоген
3. четвертичный период (антропоген, «квартер»).

| Мезозой | Кайнозой | Кайнозой | Кайнозой | Кайнозой | Кайнозой | Кайнозой | Кайнозой | Эра        |
| Мезозой | Палеоген | Палеоген | Палеоген | Неоген   | Неоген   | Чт       | Чт       | П-д        |
| ------- | -------- | -------- | -------- | -------- | -------- | -------- | -------- | ---------- |
| Мезозой | Палеоцен | Эоцен    | Олигоцен | Миоцен   | П        | п        |          | Эп.        |
| 251,902 | 66       | 56       | 33,9     | 23,04    | 5,333    | 2,58     |          | млн. лет ← |
| 251,902 | 66       | 56       | 33,9     | 23,04    | 5,333    | 2,58     | 0,0117   |            |

В XIX — первой половине XX веков кайнозой делили на два периода: третичный и послетретичный (посттретичный).
Понятие «третичный период» устарело: в современной геохронологической шкале его нет. Он включал современные палеоген, неоген и начало антропогена.

## Палеогеография
В этой эре континенты приобрели своё современное очертание. Австралия и Новая Гвинея отделились от Гондваны, двинулись к северу и, в конечном итоге, приблизились к Юго-Восточной Азии. Антарктида заняла своё нынешнее положение в районе Южного полюса, Атлантический океан продолжал расширяться, и в недавнем прошлом Южная Америка примкнула к Северной.

## Жизнь в кайнозое
В истории жизни на Земле массовое вымирание видов 66 млн лет назад ознаменовало собой начало новой, продолжающейся и сегодня, кайнозойской эры. В результате катастрофических событий тех далёких времён с лица нашей планеты исчезли все животные размером крупнее крокодила. А уцелевшие небольшие животные оказались, с наступлением новой эры, в совершенно ином мире. В кайнозое продолжался дрейф (расхождение) континентов. На каждом из них формировались обособленные сообщества растений и животных.
Кайнозой — эра, отличающаяся большим разнообразием наземных, морских и летающих животных. Он является эрой млекопитающих и покрытосеменных. Млекопитающие претерпели длительную эволюцию от небольшого числа мелких примитивных форм и стали отличаться большим разнообразием наземных, морских и летающих видов. Кайнозой также можно назвать эпохой саванн, цветковых растений и насекомых. Птицы в этой эре тоже значительно эволюционировали. Среди растений появляются злаковые.
Эра кайнозоя ознаменовалась появлением первой разумной жизни на Земле — человека разумного.